# Hugo Schuchardt
Hugo Ernst Mario Schuchardt (* 4. Februar 1842 in Gotha; † 21. April 1927 in Graz) war ein deutsch-österreichischer Romanist und Sprachwissenschafter. 

## Leben
Hugo Schuchardt studierte zunächst in Jena (Mitglied des Corps Thuringia Jena) bei August Schleicher und seit 1861 in Bonn (Mitglied des Corps Hansea Bonn) bei Friedrich Diez klassische und romanische Philologie und promovierte 1864 mit der Dissertation De sermonis Romani plebei vocalibus, die er 1866–1868 unter dem deutschen Titel Der Vokalismus des Vulgärlateins veröffentlichte. Nach einigen Jahren in der französischsprachigen Schweiz und in Italien habilitierte er sich 1870 an der Universität Leipzig mit der Arbeit Über einige Fälle bedingten Lautwandels im Churwälschen und der Probevorlesung Über die Klassifikation der romanischen Mundarten (gedruckt 1900). 1873 erhielt er eine Professur in Halle (Saale), ging aber schon 1876 als Professor für Romanistik nach Graz zur Universität Graz, wo er bis zu seiner Emeritierung 1900 tätig war. Er beschäftigte sich nicht nur mit den romanischen Sprachen, sondern widmete sich unter anderem auch dem Baskischen und den Kreolsprachen. 1885 wird er für sein Buch Slawo-deutsches und Slawo-italienisches mit dem Prix Volney ausgezeichnet. Sein von ihm in Graz erbautes Haus „Villa Malwine“ vermachte er der Universität Graz, die es viele Jahrzehnte als Institut für Romanistik nützte und wo nun das Fremdsprachenlehrinstitut „Treffpunkt Sprachen“ untergebracht ist.
Sein Nachlass befindet sich an der Universitätsbibliothek Graz. Bereits 1928, ein Jahr nach seinem Tod, wurde in Graz-Geidorf die Hugo-Schuchardt-Straße nach ihm benannt. Im Jahr 1956 wurde in Wien-Floridsdorf (21. Bezirk) die frühere Türkenstraße in Schuchardtstraße umbenannt.

## Werk
Schuchardts Arbeiten stehen zunächst in der Tradition der komparativen Romanistik, die von Friedrich Diez in Bonn begründet wurde, jedoch wendet sich Schuchardt bereits recht früh gegen die ausschließliche Anwendung der von den Junggrammatikern entwickelten Lautgesetze. Mit seiner Arbeit zum Vokalismus des Vulgärlateins (Leipzig 1866–1868) legt er die Grundlage für die Erforschung der protoromanischen Sprachen durch die Anwendung der von seinem Lehrer August Schleicher entwickelten Sprachengenealogie. Für Schuchardt steht die Wortgeschichte im Mittelpunkt der historischen Sprachwissenschaft, entscheidend ist die „Erforschung der Ursachen, weshalb die Begriffe und Gedanken ihre Ausdrucksform wechseln“ (Schuchardt-Brevier 1920, S. 156). Durch diese Auffassung des Sprachwandels hatte Schuchardt maßgeblichen Einfluss auf die Entwicklung der Sprachgeographie und die strukturalistische Sprachwissenschaft nach Saussure. Er gilt zudem als Begründer der Kreolistik. Die Wellentheorie wurde von ihm in die Sprachentwicklung zuerst in einer seiner Leipziger Vorlesungen im Jahre 1870 in die historische Sprachwissenschaft und Dialektologie eingeführt.

## Auszeichnungen
- 1882: Mitglied der Akademie der Wissenschaften in Wien
- 1890: Mitglied des Académie des Inscriptions et Belles-Lettres, Paris,
- 1896: der Akademie der Wissenschaften in Lissabon,
- 1897: der Bayerischen Akademie der Wissenschaften,
- 1902: der Accademia Nazionale dei Lincei in Rom
- 1910: Auswärtiges Mitglied der Königlich Niederländischen Akademie der Wissenschaften, Amsterdam
- 1911: Christiania
- 1912: Königlich-Preußische Akademie der Wissenschaften, Berlin
- 1914: Königlich Dänischen Akademie der Wissenschaften, Kopenhagen
- 1919: Euskaltzaindia, Bilbao, sowie Budapest, des Istituto delle Scienze di Bologna, der Rumänischen Akademie Bukarest, Coimbra, Java und Mailand.

## Schriften (Auswahl)
- Der Vokalismus des Vulgärlateins Teil 1–3 (1866–1868)
- Die Cantes flamencos. In: Zeitschrift für Romanische Philologie. Band 4, 1881.
- Kreolische Studien Teil 1–9 (1882–1891)
- Über die Lautgesetze. Gegen die Junggrammatiker (1885) (Digitalisat und Volltext im Deutschen Textarchiv)
- Romanische Etymologien Teil 1/2 (1898/1899)
- La Declinación Ibérica (1907)
- La Declinación Ibérica (1908)
- Sprachursprung Teil 1–3 (1919/1920)
- Hugo Schuchardt Brevier: ein Vademecum der allgemeinen Sprachwissenschaft; Festschrift: als Festgabe zum 80. Geburtstag des Meisters zusammengestellt und eingeleitet v. Leo Spitzer (1922)